# Les Chansons d'Aragon
Albums de Léo Ferré
Paname
(1960) Récital Léo Ferré à l'Alhambra
(1961)
Les Chansons d'Aragon (titre original complet : Les Chansons d'Aragon chantées par Léo Ferré) est un album de Léo Ferré publié par Barclay en 1961. Il s'agit du deuxième album de Ferré entièrement consacré à la mise en musique d'un poète après Les Fleurs du mal en 1957. Cet album-ci aura beaucoup plus de retentissement, sans doute parce que Ferré connaît au même moment un très grand succès public et critique sur scène, et peut-être parce qu'Aragon est alors un poète vivant et actif, une figure d'intellectuel engagé controversée.
Cette œuvre discographique est aujourd'hui considérée comme un grand classique de la chanson française.

## Genèse
Léo Ferré découvre Le Roman inachevé de Louis Aragon dans une librairie de Saint-Germain des Prés peu après sa parution. Le recueil lui plaît, notamment parce que la poésie d'Aragon est lyrique et chantante. Ferré, qui n'a croisé Aragon qu'une ou deux fois « par le dédale des affaires du Parti Communiste », commence à travailler sur ce corpus durant l'automne ou l'hiver 1958. Par l'entremise de son amie la chanteuse Catherine Sauvage, qui connaît Aragon depuis 1955 (ils se fréquentent après que Sauvage a enregistré en 1953 une émouvante version de son poème « Il n'y a pas d'amour heureux », sur une musique de Georges Brassens), Ferré invite Aragon chez lui pour lui présenter quelques premières mises en musique. Aragon s'y rend avec sa compagne Elsa Triolet, écoute Ferré chanter en s'accompagnant au piano et donne immédiatement son accord pour aller au bout d'un projet d'album, en lui laissant toute latitude.
Les titres Tu n'en reviendras pas, Je chante pour passer le temps et L'Étrangère sont chantés par Ferré pour la première fois à la radio, dans l'émission Avant-Premières de Luc Bérimont, respectivement en janvier, février et mars 1959. Ces versions interprétées seul au piano ou en duo avec l'accordéoniste Jean Cardon ont été publiées en disque en 2006 (voir l'album posthume La Mauvaise Graine).
Une douzaine de titres semble avoir été prête en mars 1959. À ce moment-là Ferré n'est plus sous contrat avec les disques Odeon. Il entreprend plusieurs démarches qui n'aboutissent pas. Finalement, il signe en 1960 avec Eddie Barclay, qui lui demande de sortir d'abord des chansons accrocheuses. Ce dont Ferré va s'acquitter à la fin de l'année (voir l'album Paname). Ceci explique pourquoi l'album Les Chansons d'Aragon ne voit le jour qu'en 1961, plus de deux ans après le début de sa conception.
Finalement, l'album contient seulement dix titres : huit poésies tirées du recueil Le Roman inachevé, une du recueil Elsa (paru en 1959) et une enfin du recueil Les Poètes (paru en 1960). On ne sait pas quels sont les quatre poèmes du Roman inachevé inclus dans les douze titres de mars 1959 et ensuite écartés. Ferré réalise un important travail de découpe et de recomposition textuelle, écartant ici les trois quart d'un texte, transformant là tel vers en refrain, rebaptisant la plupart des poèmes par souci de clarté et d'efficacité. Le travail de découpage qui a donné « L'Étrangère » aurait été réalisé par Madeleine Ferré, intermédiaire entre Aragon et Ferré pour le premier avis concernant cette version[réf. nécessaire].
Pour s'accompagner Ferré reprend la même formation instrumentale que pour son album Les Fleurs du mal, enrichie ici de choristes, de percussions et de cordes, arrangés et dirigés par Jean-Michel Defaye.
Ces dix titres ont fait l'objet d'un double enregistrement, monophonique et stéréophonique. Seule la version mono a été publiée à ce jour. L'album ayant rencontré le succès ainsi, peut-être n'a-t-on pas jugé opportun chez Barclay de la remplacer par la version stéréo au fil des rééditions (voir plus bas). Cinquante ans après, ces enregistrements inédits aux interprétations vraisemblablement différentes restent toujours à sortir, à l'exception de L'Affiche rouge, publiée en 2024 dans sa version stéréo inédite par Universal sur un vinyle 45 tours 20 cm, à l'occasion de la panthéonisation du poète, ouvrier et résistant communiste Missak Manouchian (la face B de ce disque étant occupée par la reprise contemporaine de cette chanson par le groupe Feu! Chatterton).
Cet album est le dernier album studio de Ferré à paraître au format 33 tours 25 cm.

## Pistes
Textes de Louis Aragon. Musiques de Léo Ferré.
Tous les textes sont extraits du Roman inachevé (collection blanche, rééd. Poésie — Gallimard, 1956), à l'exception de La Chanson noire extrait d'Elsa (collection blanche, rééd. Poésie — Gallimard, 1959), de Quatorzième arrondissement extrait des Poètes (collection blanche, rééd. Poésie — Gallimard, 1960), et de Gazel au fond de la nuit, L'Encore et Ils sont venus avec des fleurs, extraits du Fou d'Elsa (collection blanche, rééd. Poésie — Gallimard, 1963). Ces trois derniers titres, ultérieurs à l'album, ont été rendus publics à la faveur de la parution en 2020 du deuxième volet de l'intégrale de Léo Ferré, intitulé L'Âge d'or : intégrale 1960-1967.
Léo Ferré nomme ou renomme la majorité des poèmes. Les titres et incipit originaux sont donnés entre parenthèses quand il y a lieu.
| 1. | L'Affiche rouge (Strophes pour se souvenir)                                 | 4:01 |
| 2. | Tu n'en reviendras pas (« Les ombres se mêlaient et battaient la semelle ») | 2:54 |
| 3. | Est-ce ainsi que les hommes vivent ? (Bierstube Magie allemande)            | 3:31 |
| 4. | Il n'aurait fallu                                                           | 2:37 |
| 5. | Les Fourreurs (« C'est un sale métier que de devoir sans fin »)             | 2:36 |

| 6.  | Blues (Quatorzième arrondissement)          | 3:46 |
| 7.  | Elsa (« Mon Dieu jusqu'au dernier moment ») | 2:41 |
| 8.  | L'Étrangère (Après l'amour)                 | 3:53 |
| 9.  | Je chante pour passer le temps              | 2:50 |
| 10. | Je t'aime tant (La Chanson noire)           | 3:32 |

Maquettes inédites, publiées en 2020 :
| No  | Titre                                                                    | Durée |
| --- | ------------------------------------------------------------------------ | ----- |
| 11. | Gazel au fond de la nuit                                                 | 3:06  |
| 12. | L'Encore                                                                 | 2:33  |
| 13. | Ils sont venus avec des fleurs (Une fille quelque part au bord du Xénil) | 2:00  |

## Musiciens
L'édition originale crédite « Franck Aussman et son orchestre », Franck Aussman étant un pseudonyme de Jean-Michel Defaye. Ont pu être identifiés :
- Barthélémy Rosso : guitare
- Jean Cardon : accordéon

Les autres musiciens n'ont pas été identifiés à ce jour.

## Fiche technique
- Arrangements et direction musicale : Jean-Michel Defaye
- Prise de son : Gerhard Lehner
- Supervision : Jean Fernandez
- Crédits visuels : André Gornet
- Textes de la pochette originale[N 1] : Léo Ferré, Louis Aragon

## Aspects artistiques
Bien sûr, les Chansons, ce sont des musiques de Ferré sur des textes d’Aragon. Mais elles ne se réduisent pas à cela, et leur magie repose sur une interconnexion profonde du travail des deux artistes.

### La musicalité d'Aragon
La musicalité d'Aragon est pour beaucoup dans l'enthousiasme de Ferré à l'adapter et dans celui du public à l'écouter, plus encore qu'à le lire. Celle-ci tient à un sens inné de la langue chez l'écrivain : à son sens du rythme, à sa fluidité, à la maîtrise conjuguée des sons et des sens… Et plus encore peut-être à son aisance avec l'accent tonique du français. Voici ce qu'écrit Bernard Scheil à propos de « Est-ce ainsi que les hommes vivent ? » :

« La langue française est une des rares où la règle de l'accent tonique est déterminée […] par le sens. Il est toujours placé sur la dernière voyelle à la fin d’un groupe de mots […], découpant l’énoncé en unités de sens. C'est le mécanisme du vers interne "dénoncé" par l'accent tonique. »

Et il laisse souligner par Paul Claudel l'art d'Aragon sur ce point :

« Aragon a le sens de la phrase. Il a le sens charnel du français […] ; comparez-le à Flaubert ; Aragon est incomparablement plus fort. Flaubert ne sait pas où est l'accent tonique. Il le place n'importe comment. Aragon, là-dessus, ne se trompe jamais. »

Ces remarques permettent de mieux comprendre Ferré lorsqu'il écrit : « Derrière la porte des paroles d'Aragon, il y avait une musique que j'ai trouvée, immédiatement ». Et légitimement, le disque ne s’intitule pas Les Poèmes d'Aragon chantés par Léo Ferré, mais bien Les Chansons d'Aragon chantées par Léo Ferré…

### Le travail textuel de Ferré
Seuls deux textes sont repris tels quels par Ferré : Je chante pour passer le temps et L'Affiche rouge. Encore, pour le second, choisit-il ce titre percutant en abandonnant celui de Strophes pour se souvenir d'Aragon.
Ce n’est pas un hasard si Ferré ne reprend pas les titres d’Aragon, mais construit généralement les siens en empruntant certains vers ou certains mots du texte : Après l’amour devient L’Étrangère, Bierstube… devient Est-ce ainsi…, ce Est-ce ainsi […] au loin les suivent qui n’était chez Aragon que deux vers parmi les autres, précédant le texte retenu par Ferré, alors qu’ils constituent le refrain de la chanson, le vers suivant, « Comme des soleils révolus » en étant la chute,.
Ainsi, des 42 quatrains d’Après l’amour, Ferré n'en retient que 10 : 19-22, 25-26, 33-34, 39 et 41. Exit la guerre, le contexte des années 1920, Venise et Nancy Cunard, la valse virevoltante des sirènes pour l’oublier : Ferré se concentre sur la seule « étrangère » des « bas-quartiers de Bohémiens ». Si le contexte est oublié, l’intrigue avec l’étrangère y conquiert une intensité qu’elle n’avait pas dans le poème,
Son intervention sur Les Fourreurs (« C'est un sale métier que de devoir sans fin ») est plus ponctuelle : Il saute les strophes 2-3, puis 9-10, remonte la 5e en deuxième position et bisse le dernier vers,.
Les interventions chirurgicales de Ferré ne retouchent pas Aragon : tout en respectant son œuvre poétique, il tisse l’œuvre nouvelle d’une chanson.

### Un interprète inspiré
De nombreuses chanteuses et de nombreux chanteurs ont repris les Chansons d’Aragon, dans des versions parfois proches, parfois éloignées de celles de leur créateur. Ces dernières restent néanmoins la référence, tant Ferré les habite.
Léo Ferré ne se contente pas de chanter, il joue les textes. Il pleure « L’Affiche rouge », il est le commerçant goguenard, amoral et naïf des « Fourreurs », mais il ne tombe pas dans le piège du pathos dans « Est-ce ainsi… », pour lequel il redevient un récitant sobre et factuel.

### Regards croisés
Aragon rédige un texte de présentation pour l'album, intitulé Léo Ferré et la mise en chanson. Il y affirme que « la mise en chanson d'un poème est à [ses] yeux une forme supérieure de la critique poétique », parce qu'elle est « créatrice », contrairement à la critique écrite savante. Impressionné par le travail de découpe et de re-création réalisé par Ferré, Aragon exprime sa surprise et son plaisir de redécouvrir ses propres textes sous un jour nouveau, voire sa gratitude. Après avoir reconnu en Ferré un poète véritable, il termine son texte ainsi :

« […] Léo Ferré rend à la poésie un service dont on calcule mal encore la portée, en mettant à la disposition du nouveau lecteur, un lecteur d'oreille, la poésie doublée de la magie musicale. Il lui en donne sa lecture, à lui, Ferré, et c'est là l'important, le nouveau, le précieux. Le poète, le poème, ce ne sont que des points de départ, au-delà desquels il y a le rêve. […] Il faudra réécrire l’histoire littéraire un peu différemment, à cause des Léo Ferré. »

De son côté, Ferré livre un texte intitulé Aragon et la composition musicale où il s'exprime sur sa démarche :

« Je ne crois pas tellement à la musique du vers mais à une certaine forme propice à la rencontre du verbe et de la mélodie. Ce qu'Aragon déploie dans la phrase poétique n'a besoin d'aucun support, bien sûr, mais la matière même de son langage est faite pour la mise sur le métier des sons. Je ne crois pas à la collaboration, mais à une double vue, celle du poète qui a écrit, celle du musicien qui voit ensuite, et perçoit des images musicales derrière la porte des paroles. […] J'ai mis Aragon en musique de la même façon que j'ai mis en musique Rutebeuf. Rutebeuf a vécu il y a sept cents ans. Aragon vit en 1961, c'est assez dire que le vers français a un potentiel de « musicabilité » […]. »

Ces deux textes sont tous deux publiés dans Les Lettres françaises, dont Aragon est le directeur. Dans la pochette intérieure du vinyle, ils sont présentés en regard l'un de l'autre, accompagnés par une iconographie qui redouble l'effet-miroir entre Ferré et Aragon (photographies d'Aragon et de sa compagne d'un côté, de Ferré et de sa femme de l'autre).

## Réception et postérité
En dépit du succès commercial rencontré par l'album au fil des mois et de sa durée, l'expérience ne sera pas renouvelée. Ferré mettra brièvement en musique Aragon en 1963, à l'occasion de la parution du recueil Le Fou d'Elsa, avec « Gazel du fond de la nuit » (extraits), « L'Encore » et « Une fille quelque part au fond du Xénil », restés à l'état de maquettes (publiées en 2020). Si projet de nouvel album Aragon il y eut, il sera finalement abandonné au profit du double album Verlaine et Rimbaud en 1964.

### Rééditions
Cet album a été réédité au format 30 cm une première fois dans les années 1960 au sein de la série « Vedettes » et sous le titre Les Chansons d'Aragon (Barclay 80 343 B). Sa pochette, signée Hubert Grooteclaes, représente le couple Ferré assis dans un champ de coquelicots. Il a été ensuite rhabillé en 1976 sous le titre L'Affiche rouge (Barclay 90 066), avec une pochette à dominante blanche de Patrick Ullmann, un peu dans le style de celle de l'album L'Été 68 (réalisée à partir d'une photographie de Grooteclaes). Il a été en outre repris dans différents coffrets vinyles (voir discographie de Léo Ferré).
La première édition sur support CD en 1989 propose le portrait de Ferré par André Gornet qui a servi de base au photomontage de la pochette originale et porte le titre Léo Ferré chante Aragon – 1961 (Barclay 841 271-2). Le couplage des morceaux en est strictement identique. L'album finit par retrouver sa couverture d'origine dans l'édition CD suivante, en 2003, mais s'intitule encore Léo Ferré chante Aragon. Ce n'est qu'en 2013 que l'album conjugue pochette et titre originaux.
Toutes ces éditions sont en mono. Une version stéréo inédite existe mais n'a encore jamais été publiée.

### Reprises
Parmi tous les poèmes mis en musique par Ferré, les « chansons » d'Aragon jouissent de la plus grande popularité. Ce sont eux qui ont été les plus repris à ce jour.

### Les autres «chansons d’Aragon»
Outre ces chansons et leurs reprises, d’autres textes d’Aragon ont été mis en musique, par :
- Pierre Amar : La Belle jambe, La Porte d’Elvire (créée par Catherine Sauvage, 1961), Julienne (idem) ;
- Paul Arma : Han Coolie (adapté de Fritz Hoff par Aragon) ;
- Georges Auric : J’ai mis sa main ;
- Jacques Bertin : Les Ponts de Cé (par lui-même) ;
- Georges Brassens : Il n’y a pas d’amour heureux (par lui-même) ;
- Philippe Desaunay : Celui qui s’en fut (Marc Ogeret, 1992)
- Jacques Douai : Chanson du siège de La Rochelle (par lui-même, 1957) ;
- Henri-Jacques Dupuy : Les Noyés d'Avignon (Monique Morelli, 1961), Les Roses de Noël (idem) ;
- Philippe-Gérard : La Rose du premier de l’an (Francesca Solleville, 1959), Un homme passe sous la fenêtre et chante (idem) ;
- Jean Ferrat : Que serais-je sans toi ?, Aimer à perdre la raison, Les Yeux d’Elsa, Nous dormirons ensemble, Heureux celui qui meurt d’aimer, Le Malheur d’aimer, Le Tiers Chant, C’est si peu dire que je t’aime, Dans le silence de la ville, Un jour un jour, J’entends j’entends, Complainte de Robert le Diable, Complainte de Pablo Neruda, Maintenant que la jeunesse, Au bout de mon âge, Les Poètes, Épilogue (par lui-même) ;
- Jean-François Gaël : L'Homme seul, La Guerre ;
- Pierre Lacaud : Les Oiseaux ;
- Lino Léonardi : Les Mains d’Elsa, Elsa mon eau vive, Un jour j’ai cru te perdre (Monique Morelli, 1961), Un air d’octobre, Marguerite Marie et Madeleine, Je proteste, L’Enfant soldat, Vingt ans valse, Paris 42 [En étrange pays dans mon pays lui-même], Jean Julien je ne puis, Santa Espina, On fait l’homme, Rire et pleurer, Il m’arrive parfois d’Espagne, La Folle ;
- Colette Magny : Richard II Quarante (par elle-même, 1965) ;
- Hélène Martin : Oh ! la guitare, Blond partout, Musée Grévin, Le Feu, Pablo mon ami [Élégie à Pablo Néruda], Pour mes amis morts en mai, La Chanson noire, Ainsi Prague (avec Jean-François Gaël) (par elle-même) ;
- Hélène Martin et Jean-François Gaël : Ainsi Prague (par elle-même) ;
- James Ollivier : Le Figuier, Meinert Hobbéma (par lui-même) ;
- Marc Robine : Les Larmes se ressemblent, Second intermède, Quatorzième arrondissement, Enfer les mines.